# Anmitsu Hime
Anmitsu Hime (яп. あんみつ姫 аммицу химэ, «Принцесса Сахарок») — манга, созданная японским автором Сёсукэ Кураканэ и выходившая в японском журнале Shojo с мая 1949 по апрель 1955. Позднее был выпущен ремейк манги от Идзуми Такэмото.
По мотивам Anmitsu Hime было снято два телесериала, один транслировался в 1958—1960 годах (главную роль исполнила актриса Мисао Накахара), а другой — с 2008 года, роль Аммицу в нём исполнила Мао Иноуэ. На студии Studio Pierrot был сделан одноимённый аниме-сериал из 51 серии. Он был показан на телеканале Fuji TV в 1986—1987 годах. Музыку к нему написал Хироси Огасавара.